# Liste des circonscriptions fédérales du Québec par région
Cet article dresse la liste des 78 circonscriptions fédérales du Québec par région.

## Abitibi-Témiscamingue(1)
- Abitibi—Témiscamingue

## Bas-Saint-Laurent(2)
- Côte-du-Sud—Rivière-du-Loup—Kataskomiq—Témiscouata (principalement)
- Rimouski—La Matapédia (en partie)

## Capitale-Nationale(7)
- Beauport—Limoilou
- Charlesbourg—Haute-Saint-Charles
- Louis-Hébert
- Louis-Saint-Laurent—Akiawenhrahk
- Montmorency—Charlevoix
- Portneuf—Jacques-Cartier
- Québec-Centre

## Centre-du-Québec(4)
- Bécancour—Nicolet—Saurel—Alnôbak
- Drummond
- Mégantic—L'Érable—Lotbinière (principalement)
- Richmond—Arthabaska (en partie)

## Chaudière-Appalaches(5)
- Beauce
- Bellechasse—Les Etchemins—Lévis
- Côte-du-Sud—Rivière-du-Loup—Kataskomiq—Témiscouata (en partie)
- Lévis—Lotbinière
- Mégantic—L'Érable—Lotbinière (en partie)

## Côte-Nord(1)
- Côte-Nord—Kawawachikamach—Nitassinan

## Estrie(5)
- Brome—Missisquoi (en partie)
- Compton—Stanstead
- Richmond—Arthabaska (en partie)
- Shefford (en partie)
- Sherbrooke

## Gaspésie–Îles-de-la-Madeleine(2)
- Gaspésie—Les Îles-de-la-Madeleine—Listuguj
- Rimouski—La Matapédia (en partie)

## Lanaudière(6)
- Berthier—Maskinongé (en partie)
- Joliette—Manawan
- Les Pays-d'en-Haut (en partie)
- Montcalm
- Repentigny
- Terrebonne

## Laurentides(7)
- Argenteuil—La Petite-Nation (en partie)
- Laurentides—Labelle
- Les Pays-d'en-Haut (en partie)
- Mirabel
- Rivière-des-Mille-Îles
- Rivière-du-Nord
- Thérèse-De Blainville

## Laval(4)
- Alfred-Pellan
- Laval—Les Îles
- Marc-Aurèle-Fortin
- Vimy

## Mauricie(3)
- Berthier—Maskinongé (en partie)
- Saint-Maurice—Champlain
- Trois-Rivières

## Montérégie(14)
- Beauharnois—Salaberry—Soulanges—Huntingdon
- Beloeil—Chambly
- Brome—Missisquoi (en partie)
- Brossard—Saint-Lambert
- Châteauguay—Les Jardins-de-Napierville
- La Prairie—Atateken
- Longueuil—Charles-LeMoyne
- Longueuil—Saint-Hubert
- Mont-Saint-Bruno—L'Acadie
- Pierre-Boucher—Les Patriotes—Verchères
- Saint-Hyacinthe—Bagot—Acton
- Saint-Jean
- Shefford (en partie)
- Vaudreuil

## Montréal(18)
- Ahuntsic-Cartierville
- Bourassa
- Dorval—Lachine—LaSalle
- Hochelaga—Rosemont-Est
- Honoré-Mercier
- La Pointe-de-l'Île
- LaSalle—Émard—Verdun
- Lac-Saint-Louis
- Laurier—Sainte-Marie
- Mont-Royal
- Notre-Dame-de-Grâce—Westmount
- Outremont
- Papineau
- Pierrefonds—Dollard
- Rosemont—La Petite-Patrie
- Saint-Laurent
- Saint-Léonard—Saint-Michel
- Ville-Marie—Le Sud-Ouest—Île-des-Sœurs

## Nord-du-Québec(1)
- Abitibi—Baie-James—Nunavik—Eeyou (en partie)

## Outaouais(4)
- Argenteuil—La Petite-Nation (en partie)
- Gatineau
- Hull—Aylmer
- Pontiac-Kitigan Zibi

## Saguenay–Lac-Saint-Jean(3)
- Chicoutimi—Le Fjord
- Jonquière
- Lac-Saint-Jean